# FSI FontShop International
FSI FontShop International (FSI) ist ein internationaler Hersteller von digitalen Schriften mit Sitz in Berlin.
Viele Schriften werden als FontFonts innerhalb der gleichnamigen Bibliothek veröffentlicht. Die Bibliothek umfasst Entwürfe von 160 Schriftgestaltern. Zu ihnen gehören renommierte Gestalter wie Peter Biľak, Evert Bloemsma, Erik van Blokland, Neville Brody, Martin Majoor, Albert-Jan Pool, Hans Reichel, Just van Rossum, Fred Smeijers und Erik Spiekermann. Die Produktion von FontFonts verfolgt das Ziel, Schriften von Designern speziell für Designer herzustellen. Neben Foundries wie Linotype, Monotype und ITC zählt FSI FontShop International heute zu den bedeutendsten Herstellern digitaler Schriften.

## Geschichte
Nachdem 1989 das deutsche Schriftenhandelshaus FontShop gegründet worden war, folgte der Start einer unabhängigen Foundry im folgenden Jahr durch Joan Spiekermann, Erik Spiekermann und Neville Brody. Sie beauftragten einige junge, unbekannte Schriftgestalter mit der Veröffentlichung der ersten FontFonts. Die erste veröffentlichte Schrift war die FF Beowolf der beiden Niederländer Erik van Blokland und Just van Rossum 1990. Sie wurde als „lebende“ Schrift bezeichnet, da sie eine Zufallsfunktion der Seitenbeschreibungssprache PostScript nutzte, um die Buchstabenformen einer Schrift mit jedem Druck willkürlich zu verändern. Die Bibliothek wuchs durch zahlreiche veröffentlichte Neuveröffentlichungen (bisher 56 sogenannte Releases, Stand Juli 2011) auf eine der größten Kollektionen originaler zeitgenössischer Schriftentwürfe an. 
Zwischen 1990 und 2000 veröffentlichte FSI gemeinsam mit Neville Brody 18 Ausgaben des experimentellen Typografie-Magazins FUSE und initiierte gleichnamige Konferenzen. Aus diesen entwickelte sich die jährlich stattfindende europäische Designkonferenz TYPO Berlin.
Im Jahr 2001 stieg das Unternehmen mit der Gründung der Bildagentur ƒStop zusätzlich in die Branche der Stockfotografie ein.
Im Februar 2010 veröffentlichte FSI als erster Schrifthersteller Webfonts im neuen Format WOFF, welches in Kombination mit dem vom Microsoft Internet Explorer unterstützen Format EOT Lite einen Großteil der aktuellen Browser unterstützt und die Beschränkung der Webdesigner auf die Systemschriften, die bei allen Website-Besuchern installiert sind, aufhebt. Dabei werden diese Webfonts so mit den Elementen einer Website verknüpft, dass HTML-Texte für alle Besucher die gleiche, individuelle Typografie aufweisen.

## Unternehmensstruktur
FSI ist Lizenzgeber für insgesamt vier FontShops in Benelux, Deutschland, Österreich und den USA. Einzig der unter diesem Namen agierende US-amerikanische Distributor mit Sitz in San Francisco ist eine hundertprozentige Tochterfirma des Unternehmens. Die FontShops handeln rechtlich und finanziell eigenständig mit unterschiedlichen geschäftlichen Schwerpunkten. Während FSI selbst als Hersteller Schriften produziert, fungieren die FontShops als Versandhäuser für diese, aber auch für die Schriften anderer Hersteller (111 im August 2011).
FSI FontShop International hat die Unternehmensform einer GmbH.

## FontFont
Der Schwerpunkt des Unternehmens liegt in der Erweiterung und Pflege der FontFont-Schriftbibliothek. In ihr veröffentlichte Fonts sind durch das Präfix FF gekennzeichnet. Neben Text- und Headline-Schriften wie der FF Dax, FF DIN, FF Meta, FF Quadraat und der FF Scala gibt es ausgefallene Entwürfe. Bekannt geworden sind zum Beispiel die „schmutzige“ Schreibmaschinenschrift FF Trixie, die „lebende“ Schrift FF Beowolf und die ersten digitalen Schreibschriften FF Erikrighthand und FF Justlefthand (FF Hands). Die Bibliothek umfasst mehr als 600 verschiedene Schriftfamilien.
Schriftgestalter können eigene Entwürfe zur Aufnahme in die Bibliothek einreichen. Ein mit internationalen Experten besetztes Gremium (TypeBoard) berät halbjährlich nach ästhetischen, technischen und Marketingkriterien über die Aufnahme der Schriften. Die Originalität der eingereichten Entwürfe ist dafür Grundvoraussetzung.

## FontBook
FSI ist auch Herausgeber des FontBooks. Das FontBook ist ein als Hardcover gebundenes, herstellerunabhängiges Kompendium über digitale Schriften. Die Erstauflage wurde 1991 veröffentlicht und wurde – um der wachsenden Anzahl neuer Schriften gerecht zu werden – dreimal überarbeitet und jeweils neu aufgelegt. Die vierte Auflage vom September 2006 umfasst auf 1.760 Seiten über 32.000 Schriften von 90 internationalen Bibliotheken und Herstellern und stellt damit die umfangreichste gedruckte Schriftübersicht dar. Das Nachschlagewerk enthält neben Schriftbeispielen auch Informationen zu den jeweiligen Gestaltern, dem Publikationsjahr, der Stilkategorie und Sprachversionen sowie Querverweise zu Alternativschriften.
Im Juli 2011 veröffentlichte FSI die erste digitale Version des FontBooks. Die iPad-App enthält 620.000 Schriftmuster von 110 internationalen Schriftbibliotheken.

## ƒStop
Das Unternehmen produziert außerdem das Bildarchiv ƒStop. Derzeit umfasst das Angebot 22.000 lizenzfreie Bilder von 150 Fotodesignern (Stand Dezember 2008). Die Bilder werden sowohl im Eigenvertrieb angeboten, als auch über externe Distributoren, darunter einige der FontShops und Getty Images. Analog zum Motto der Schriftbibliothek verfolgt ƒStop das Ziel, Bilder von Designern speziell für Designer anzubieten.